# گری دولسون
گری دولسون (انگلیسی: Garry Dulson; ۲۱ دسامبر ۱۹۵۳ ) بازیکن فوتبال اهل بریتانیا بود.
از باشگاه‌هایی که در آن بازی کرده‌است می‌توان به باشگاه فوتبال ناتینگهام فارست، باشگاه فوتبال ایستوود، باشگاه فوتبال کرو آلکساندرا، باشگاه فوتبال بوستون یونایتد، باشگاه فوتبال استافورد رانجرز، باشگاه فوتبال نورتویچ ویکتوریا و باشگاه فوتبال پورت ویل اشاره کرد.